# Microsoft Office Live Meeting
Microsoft Office Live Meeting（マイクロソフト オフィス ライブ ミーティング）は、マイクロソフトがかつてホスティングを行っていたクラウドコンピューティング型の企業向け商用Web会議サービス。Microsoft Business Productivity Online Suiteの一部。パソコン上に専用のソフトウェアをインストールすることでホスティングサービスとの接続が可能になり、音声や映像を交えたリアルな会議や、資料を共有しながらプレゼンテーションを行うことができる。
2017年12月31日にサービス提供を終了しており、後継サービスのLync Onlineに切り替えが行われた。

## 概要
Live Meetingサービスは、マイクロソフトがホスティングを行っている企業向けのWeb会議サービスであり、音声や映像を交えたリアルな会議や、資料を共有しながらプレゼンテーションを行うことができる。サービス上に、ユーザーが仮想的な会議室を作成し、そこへの招待状を他のユーザーにメールなどで送ることによって、他のユーザーを参加者として会議室に呼び込んでくることで会議を行う仕組みである。仮想会議室には発表者と参加者がいて、発表者のみが資料をアップロードしたり、共有画面を操作したりすることが可能である。
会議を行うには、Live Meetingコンソールと呼ばれるクライアントソフトウェアを使用する。また、Outlook用のアドインをインストールしておくと、Outlookの予定調整機能を利用して仮想会議の予定を他のユーザーに送ることが可能になる。

## 歴史
Live Meetingは、もともと2002年にマイクロソフトが買収したWeb会議ホスティングサービス提供会社PlaceWareの技術を基にしたサービスである。マイクロソフトがそれまでに保有していたNetMeetingに代わるテクノロジとして開発されていくことになる。 

### Microsoft Office Live Meeting 2003
2003年9月15日リリース。Office製品に組み込まれたサービスとしては初めてのもの。会議参加者が同時にプレゼンテーションを見たり、ドキュメントの共同編集をしたりすることができた。音声会議サービスを統合することで音声通話も同時に実現することができた。Office 2003のメール/予定表管理ソフトウェアであるOutlook 2003の予定表機能、MSN Messengerと連携する機能が実装された。

### Microsoft Office Live Meeting 2005
アメリカでは2005年3月11日、日本では2005年11月1日リリース。Word 2003、Excel 2003、PowerPoint 2003、Visio 2003、Project 2003、Office Communicator 2005などのOfficeのアプリケーションから、Live Meetingが利用できるようになった。また、複数の場所にあるOutlookのカレンダーを同期できる機能や、会議をオフラインでスケジュールする機能が、アドインとして提供されるようになった。また、オンライン イベントを実施するためのイベント管理機能を提供するLive Meeting Event Servicesも提供された。

### Microsoft Office Live Meeting 2007
2007年11月1日リリース。ライブWebカメラやVoIPへの対応がなされ、音声と映像によるリアルな会議が可能になった。クライアントソフトウェアが、Live Meetingの機能を社内設置型サーバーで提供するOffice Communications Server 2007と統合された。また、360度視野の会議用Webカメラ「Microsoft RoundTable」を会議室に設置することで、複数グループ同士でのWeb会議が可能となった。他には、会議を録画して後から閲覧することができる機能なども搭載された。
2017 年 12 月 31 日をもってサポート終了となる
2008年11月17日にMicrosoft Business Productivity Online Suite(BPOS)の提供とともに、Microsoft Online Servicesの一製品としても位置づけられるようになり、ユーザー管理がBPOSに統合されたリリースも登場した。